# Spomenik mučenikom, Alžir
Spomenik mučenikom ali Maqam Echahid (arabsko مقام الشهيد, Maqāmu š-šahīd, arabska izgovorjava: [maqaːmu ʃːahiːd], je betonski spomenik v spomin na alžirsko vojno. Spomenik so odprli leta 1982, ob 20. obletnici neodvisnosti Alžirije. Oblikovan je v obliki treh stoječih palmovih listov, ki pod seboj skrivajo »Večni ogenj«. Na robu vsakega palmovega lista je kip vojaka, ki predstavlja stopnjo alžirskega boja za neodvisnost.

## Lokacija
Spomenik mučenikom stoji na vzpetinah Alžira, v občini El Madania, zahodno od Bois des arcades, vzhodno od Diar el Mahçoul in severno od nakupovalnega središča Riadh El Feth. Gleda na sosesko Hamma (običajno Belouizdad) in botanični vrt Hamma (znan kot Jardin d'essai) na severu. Spomenik je postavljen na mestu starodavne vojaške utrdbe.

## Opis
Sestavljen iz treh stiliziranih palmovih listov, ki se povezujejo na sredini višine. Betonski spomenik, ki ga je zgradilo kanadsko podjetje Lavalin na podlagi modela, izdelanega na Inštitutu za likovno umetnost v Alžiru, pod vodstvom Bashirja Yellesa, doseže višino 92 metrov. Nad tremi podpornimi rebri, 14 metrov od tal, je stolp v islamskem slogu s premerom 10 metrov in višino 7,6 metra, na vrhu pa je 6-metrska kupola. Sloni na ploskvi, kjer gori "večni ogenj" in vključuje kripto, amfiteater in Narodni muzej El Mudžahid (pod zemljo).[2]

## Gradnja
Projekt izgradnje spomenika v spomin na mrtve iz osamosvojitvene vojne je zamisel predsednika Houarija Boumedienna. Njegovo izvajanje pa je bilo dokončano pod predsedovanjem njegovega naslednika Chadlija Bendjedida.
Za študije in izdelavo spomenika je skrbelo podjetje Lavalin. Sodeluje več alžirskih umetnikov, kot so slikar Bashir Yelles, kaligraf Abdelhamid Skander in poljski kipar Marian Konieczny.
Dokončanje del je bil pravi tehnološki izziv zaradi omejitev, povezanih z geometrijo sklopa, zlasti zaradi ukrivljenosti palic, položaja mesta na robu strme pečine in visoke seizmičnosti regije. Pierre Lamarre, direktor inženiringa in konstrukcijskega načrtovanja, Claude Naud, strokovnjak za metode načrtovanja in gradnje, skupaj z Bashirjem Yellesom, so si zamislili rešitev, ki se je izkazala za odločilno in inovativno.
Sedem mesecev (7 mesecev in 20 dni) (od 15. novembra 1981 do 5. julija 1982) je bilo potrebnih za gradnjo tega arhitekturnega dela. Spomenik je februarja 1986 slovesno odprl takratni predsednik Chadli Bendjedid.